# サンジャイ・リーラー・バンサーリー
サンジャイ・リーラー・バンサーリー（Sanjay Leela Bhansali、1962年2月24日 - ）は、インドのボリウッドで活動する映画監督、映画プロデューサー、脚本家、音楽監督。国家映画賞を4回、フィルムフェア賞を10回受賞するなど高い評価を得ており、インド映画界で最も成功した映画製作者の1人に挙げられている。2015年にはインド政府からパドマ・シュリー勲章を授与された。

## 人物
南ムンバイ・ブレシュワール出身のグジャラート人であり、グジャラート語を用い、グジャラートの食・音楽・文学・建築を愛好している。ジャイナ教を信仰しており、インド映画テレビ研究所を卒業している。

## キャリア

### 1990年代
ヴィドゥ・ヴィノード・チョープラーのアシスタントとして映画業界でのキャリアをスタートさせ、『Parinda』『1942・愛の物語』『Kareeb』の製作に参加したが、『Kareeb』はトラブルのため途中で降板している。1996年に『Khamoshi: The Musical』で監督デビューを果たし、興行的には失敗したもののフィルムフェア賞 審査員選出作品賞を受賞するなど批評家からは高く評価された。1999年に製作した『ミモラ 心のままに』は興行的な成功を収め、国家映画賞を4つ、フィルムフェア賞を9つ受賞するなど高く評価された。

### 2000年代
2002年に『Devdas』を製作し、同年公開のインド映画最高額の興行収入を記録した。同作はフィルムフェア賞の主要な賞を独占し、第50回国家映画賞では健全な娯楽を提供する大衆映画賞を受賞、英国映画テレビ芸術アカデミー主催の英国アカデミー賞 作品賞を受賞した。また、アカデミー外国語映画賞のインド映画代表作品にも選ばれ、第55回カンヌ国際映画祭でも上映された。タイム誌が選ぶ「10グレイテスト・ムービー・オブ・ザ・ミレニアム」では第8位となった。2005年に『Black』を製作し、『Devdas』が樹立したフィルムフェア賞の受賞記録を更新した。同作はタイム誌が選ぶ「10ベスト・ムービー・オブ・ザ・イヤー2005」で第5位となり、第53回国家映画賞ではヒンディー語長編映画賞を受賞した。2007年に製作した『Saawariya』は興行的に失敗し、批評家からも酷評された。2008年にはアルベール・ルーセルが作曲したオペラ『パドマーワティ』を上演した。パリでの上演会では15分間にわたりスタンディングオベーションが巻き起こり、世界中の批評家から高い評価を得た。

### 2010年代
2010年に『Guzaarish』を製作し、初めて音楽監督を務めた。同作は賛否両論となり、興行的には成功せず、フィルムフェア賞では監督賞にノミネートされた。2011年にはXファクター・インディアの審査員を務め、『My Friend Pinto』を製作した。2012年には『Vikramarkudu』をリメイクした『Rowdy Rathore』を製作し、興行的な成功を収めた。2013年に『ロミオとジュリエット』を原作とした『銃弾の饗宴 ラームとリーラ』を製作した。同作のオリジナルのタイトル「Ram-Leela」は複数の宗教団体からラームリーラをイメージさせるとして批判され、ヒンドゥー教徒の心証を傷つけるとして訴訟を起こされた。最終的にタイトルは「Goliyon Ki Raasleela Ram-Leela」に変更され予定通りに上映されたが、公開1週間後にウッタル・プラデーシュ州での上映が禁止された。このような状況の中でも同作は世界興行収入22億ルピーを記録し、同年公開のインド映画で第5位の興行収入を記録した。
2014年に『Mary Kom』を製作し、トロント国際映画祭のオープニングナイトで上映された初のヒンディー語映画となった。同作は興行的にも批評的にも成功を収め、フィルムフェア賞で作品賞にノミネートされ、第62回国家映画賞では健全な娯楽を提供する大衆映画賞を受賞した。2015年には『ガッバル再び』『Bajirao Mastani』を製作している。『Bajirao Mastani』は2003年から製作が発表されていた企画であり、映画の題材にされたバージー・ラーオとマスターニーの子孫は過度な描写が先祖の間違ったイメージを浸透させると批判した。子孫たちは上映中止を求める訴状をボンベイ高等裁判所に提出したが、裁判所は訴えを退けている。同作は世界的に高い評価を受け、2015年のベスト・ムービーに選ばれている。また、インド映画史上における最も高額な興行収入を記録した映画の一つに挙げられている。第63回国家映画賞では監督賞を含む7つの賞を受賞しており、第74回ゴールデングローブ賞の外国語映画賞インド代表作品にも選出されている。
2018年に『パドマーワト 女神の誕生』が公開された。2017年1月にジャイプルで撮影を行った際、題材となったラーニー・パドミニーの歴史的描写が誤っていると主張するカースト集団シュリ・ラージプート・カルニ・セナのメンバーがバンサーリーたち撮影チームを襲撃し、ジャイガル城のセットを破壊しようとする騒ぎが起きた。同団体は3月6日にも撮影チームを襲撃し、セットを破壊している。同月15日には正体不明の襲撃者により撮影セットが放火されセットや衣装、宝石類が焼失する被害を出している。反対派による妨害が頻発したものの、同作は興行的な成功を収めている。

## フィルモグラフィ
- Parinda（1989年） - 助監督

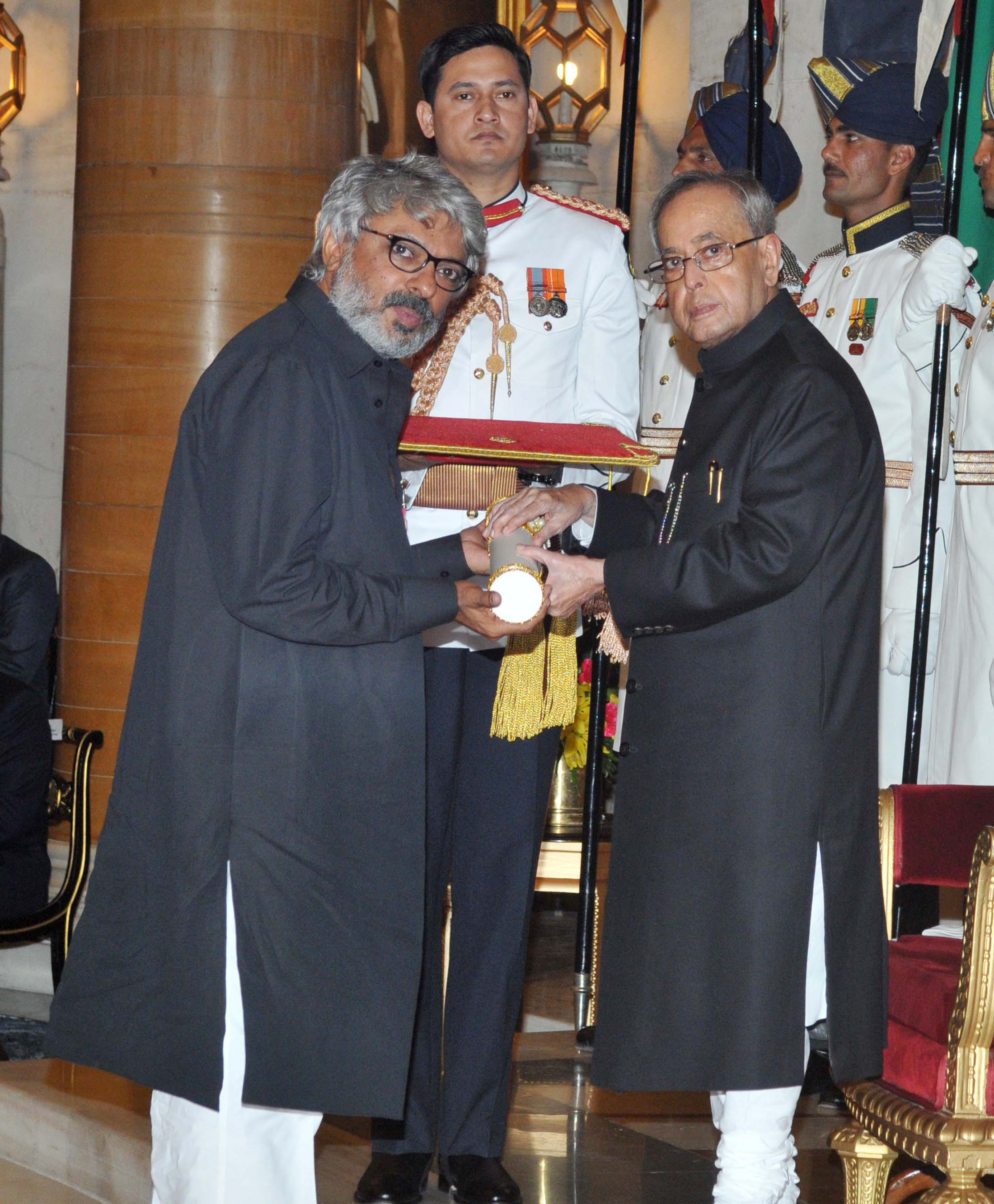
大統領プラナブ・ムカルジーからパドマ・シュリー勲章を授与されるバンサーリー

- 1942・愛の物語（1994年） - 脚本
- Khamoshi: The Musical（1996年） - 監督、脚本
- ミモラ 心のままに（1999年） - 監督、プロデューサー、脚本
- Devdas（2002年） - 監督
- Black（2005年） - 監督、プロデューサー
- Saawariya（2007年） - 監督、プロデューサー、編集
- Guzaarish（2010年） - 監督、プロデューサー、脚本、音楽監督
- My Friend Pinto（2011年） - プロデューサー
- Rowdy Rathore（2012年） - プロデューサー
- Shirin Farhad Ki Toh Nikal Padi（2012年） - プロデューサー、脚本
- 銃弾の饗宴 ラームとリーラ（英語版）（2013年） - 監督、プロデューサー、脚本、編集、音楽監督
- Mary Kom（2014年） - プロデューサー
- ガッバル再び（2015年） - プロデューサー
- Bajirao Mastani（2014年） - 監督、プロデューサー
- パドマーワト 女神の誕生（2018年） - 監督、プロデューサー、脚本、編集、音楽監督